# Papa Bonifacio II
Bonifacio II (Roma, ... – Roma, 17 ottobre 532) è stato il 55º vescovo di Roma e papa della Chiesa cattolica dal 22 settembre 530 fino alla sua morte.

## Biografia
Nel definirlo figlio di Sigisbaldo, il Liber pontificalis lo menziona come primo papa di nascita germanica: era infatti di origine ostrogota.
Bonifacio aveva servito la Chiesa di Roma fin dalla gioventù, e durante il pontificato di Felice IV era assurto al rango di arcidiacono. In quel ruolo divenne un personaggio molto influente sia all'interno della gerarchia ecclesiastica che tra le autorità civili. La sua elevazione alla cattedra di Pietro è di particolare importanza in quanto è l'unico esempio di nomina papale effettuata dal predecessore per designazione, senza la formalità di una elezione. Già nel 499, infatti, al fine di evitare scismi e per il bene della Chiesa, papa Simmaco aveva stabilito che il pontefice avrebbe potuto designare un successore, e che solo in caso di morte senza tale indicazione la Chiesa avrebbe dovuto procedere a libera elezione. Un diritto papale controverso, ma legittimo: il pontefice ha il potere di legare e sciogliere e, dunque, anche di decidere il proprio successore. Un diritto che, comprensibilmente, non fu mai accettato dal senato e dal popolo, che si sentivano così privati della loro prerogativa di scegliersi il vescovo. Un diritto così avversato che fu abrogato appena trentacinque anni dopo la sua dichiarazione, nel 535, per volere di papa Agapito I, e che non sarebbe stato mai più ristabilito.
Sentendo dunque avvicinarsi la morte e temendo uno scontro tra la fazione filobizantina e quella filogotica, papa Felice impose pubblicamente e solennemente il pallio, simbolo dell'autorità papale, sull'arcidiacono Bonifacio, e lo proclamò suo successore, minacciando di scomunica coloro che si fossero rifiutati di obbedirgli e di riconoscere Bonifacio quale legittimo papa.

### Due papi
Lo stesso giorno della morte di Felice, il 22 settembre 530, Bonifacio fu consacrato nella Basilica Julii, ma 60 dei 70 presbiteri romani rifiutarono di riconoscerlo ed elessero un antipapa, Dioscuro, consacrandolo contemporaneamente all'altro in Laterano. Essi temevano infatti l'intromissione negli affari della chiesa del re ostrogoto Atalarico, il cui nonno Teodorico il Grande aveva appoggiato l'elezione di Felice. La chiesa romana fu così coinvolta in un altro scisma papale, che però durò solamente ventidue giorni, poiché Dioscuro morì il 14 ottobre, lasciando il solo Bonifacio quale legittimo papa, che venne riconosciuto anche dal partito bizantino.

### Unico successore di Pietro
In un sinodo convocato poco dopo (dicembre 530), Bonifacio emanò un decreto di anatema nei confronti del suo rivale, obbligando i presbiteri che avevano appoggiato Dioscuro a sottoscriverlo e ad ammettere di aver disobbedito alle disposizioni di papa Felice. Legittimata la sua posizione, emanò anche una sentenza di condanna di Dioscuro per aver ottenuto l'elezione con la simonia, cioè corrompendo i presbiteri. Ognuno di costoro dovette esprimere il suo pentimento per aver partecipato ad elezioni irregolari (in forza del decreto di Simmaco del 499), e si impegnò ad obbedire al papa. Rimase tuttavia qualche risentimento, a causa del fatto che Bonifacio non era divenuto papa in seguito ad una regolare elezione, ma per un diritto controverso e avversato. Alcuni membri del clero, infatti, nonostante l'atto di sottomissione, impugnarono la validità della sua nomina.
In un secondo sinodo convocato in San Pietro nel 531, Bonifacio presentò una costituzione con la quale ribadiva il diritto di designare il proprio successore, e nominò il diacono Vigilio. Il clero romano la sottoscrisse e promise obbedienza, e la scelta fu ratificata sia dai sacerdoti che dal popolo. 
La reazione negativa del Senato e della corte di Ravenna sfociò però nella convocazione di un ulteriore concilio, sempre nel 531, per condannare l'operato del papa. Costui, prima di essere giudicato, tornò sulle due decisioni e bruciò la costituzione di fronte al clero ed al senato, annullando anche la nomina di Vigilio (il quale fu comunque eletto papa nel 537). Quattro anni più tardi papa Agapito I annullò solennemente anche l'anatema contro Dioscuro e abrogò il diritto papale di scegliere la sua successione. Felice IV fu dunque l'unico pontefice ad avvalersi del diritto stabilito da Simmaco nel 499, e nessun altro, dopo la sua definitiva abrogazione nel 535, tenterà più di ristabilirlo.

### Aspetti salienti del pontificato di Bonifacio II

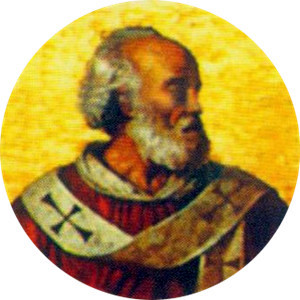
Papa Bonifacio II

Bonifacio II fece riconciliare molti grazie alla sua mite amministrazione. La sua opera fu caratterizzata dall'attivo interesse sia negli affari della Chiesa occidentale che di quella orientale.
All'inizio del suo pontificato confermò gli atti del secondo Concilio di Orange, uno dei più importanti del VI secolo, che conclusero efficacemente la controversia semipelagiana. Cesario d'Arles, intimo amico di Bonifacio, che aveva presieduto il concilio, gli inviò il presbitero Armenio per ottenere assicurazione della conferma papale di quanto stabilito nel concilio stesso. Regolarmente Bonifacio, con una lettera del 25 gennaio 531, confermò quanto Cesario chiedeva, condannando alcune dottrine semipelagiane.
Ricevette, inoltre, un appello dai vescovi africani che stavano riorganizzando la loro chiesa dopo le devastazioni operate dai Vandali, con il quale chiedevano di confermare i diritti primaziali dell'arcivescovo di Cartagine, in modo che quest'ultimo potesse essere maggiormente in grado di profittare dell'aiuto della sede romana.
Nel 531 Epifanio, patriarca di Costantinopoli, dichiarò irregolare l'elezione di Stefano all'Arcidiocesi di Larissa in Tessaglia. Nonostante le forti pressioni subite, Stefano si appellò a Roma sostenendo il primato romano su tali questioni e l'incompetenza, sul caso, di Epifanio.
Bonifacio convocò un quarto sinodo dal 7 al 9 dicembre 531, di fronte al quale furono presentati circa venticinque documenti che supportavano la pretesa di Roma per la giurisdizione papale sull'Illyricum, ma il risultato di questo sinodo non è noto.
Nel 532 cambiò la numerazione degli anni nel calendario giuliano da Ab Urbe condita a Anno Domini.
Bonifacio morì e fu sepolto il 17 ottobre 532 in San Pietro.